# 52602 Floriansignoret
52602 Floriansignoret è un asteroide della fascia principale. Scoperto nel 1997, presenta un'orbita caratterizzata da un semiasse maggiore pari a 2,9236593 au e da un'eccentricità di 0,0660576, inclinata di 3,25208° rispetto all'eclittica.